# 20 lat później
20 lat później – dramat, polski film fabularny, telewizyjny, zrealizowany w 1993 roku przez Michała Dudziewicza, jedna z części cyklu filmowego C'est mon histoire, a także jeden z odcinków serialu polsko-francuskiego Docudrama.
Fabuła filmu oparta jest na autentycznej historii Marii Hildebrandt. Plenery: Łódź (UŁ na ulicy Gdańskiej, Hala Sportowa, ASP), Warszawa (Ściana Wschodnia, Most Poniatowskiego, Dworzec Centralny, hotel „Forum”).

## Opis fabuły
Stefan Hausner (Bronisław Wrocławski) mieszkający w Berlinie Wschodnim jest szantażowany przez Ministerstwo Bezpieczeństwa Państwowego NRD (Stasi) i zmuszony do podpisania dokumentu o współpracy. Wraz z żoną, Ewą (Małgorzata Pieczyńska) postanawiają uciec do Berlina Zachodniego, by mieć spokój od agentów. Niestety, próba ta kończy się niepowodzeniem i aresztowaniem. Trafiają więc do więzienia, a ich dzieci zostają rozdzielone i oddane do adopcji. Stefan i Ewa otrzymują wyrok 4-letniego więzienia i odbywają połowę tej kary i – po długich staraniach – otrzymują pozwolenie wyjazdu za granicę. Próbują odszukać dzieci, ale zaginął po nich wszelki ślad. Rodzina spotyka się dopiero po 20 latach od rozstania.
Dorosłe dzieci Hausnerów grają Joanna Benda (wówczas studentka II roku szkoły teatralnej) i Rafał Królikowski.

## Obsada

### Role główne
- Joanna Benda – Monika Hauser vel Janka Bednarek
- Rafał Królikowski – Wolf Hauser vel Karl Klepacz, brat Moniki-Janki
- Małgorzata Pieczyńska – Ewa Hauser, matka Moniki i Wolfa
- Bronisław Wrocławski – Stefan Hauser, ojciec Moniki i Wolfa

### Dalsze role
- Zbigniew Bielski – Miller, „adwokat” Hauserów
- Jerzy Braszka – dziennikarz „Der Spiegel” poszukujący dzieci Hauserów
- Paweł Nowisz – Marian Bednarek, polski dostojnik partyjny
- Anna Grzeszczak – Emilia Bednarek, przybrana matka Janki
- Hanna Molenda – dyrektorka niemieckiego domu dziecka
- Ludmiła Warzecha
- Iza Walczak – mała Monika Hauser
- Antoni Królikowski – mały Wolf Hauser
- Monika Gadyńska – nastoletnia Monika Hauser vel Janka Bednarek
- Justyna Sułkowska – nastoletnia Monika Hauser vel Janka Bednarek
- Jacek Marynowicz – nastoletni Wolf Hauser vel Karl Klepacz
- Alicja Krawczyk – Klepaczowa, adoptująca małego Wolfa
- Edward Kusztal – Klepacz, adoptujący małego Wolfa
- Stefan Popkowski – polski żołnierz na granicy polsko-niemieckiej
- Ryszard Bacciarelli – urzędnik zachodnioniemieckiego MSZ na rozmowach w sprawie wykupienia Hauserów
- Mieczysław Gajda
- Jarosław Pilarski
- Ewa Florczak – recepcjonistka w hotelu
- Wojciech Kalinowski
- Marek Kasprzyk – oficer Stasi
- Jan Paweł Kruk – sekretarz SED w zakładzie pracy Wolfa-Karla
- Romuald Dzik
- Barbara Połomska – dyrektorka polskiego domu dziecka
- Małgorzata Prażmowska – sprzątaczka w hotelu „Forum”
- Józef Zbiróg – sędzia
- Ryszard Chlebuś – urzędnik NRD przyjmujący pieniądze za Hauserów
- Stanisław Jaroszyński – oficer Stasi
- Jacek Kopczyński – chłopak w sklepie jubilerskim
- Remigiusz Rogacki – dyrektor NRD-owskiej fabryki
- Karolina Rosińska – dziewczyna w sklepie jubilerskim (niewymieniona w czołówce)

Źródło: Filmpolski.pl.